# Französische Reitkunst

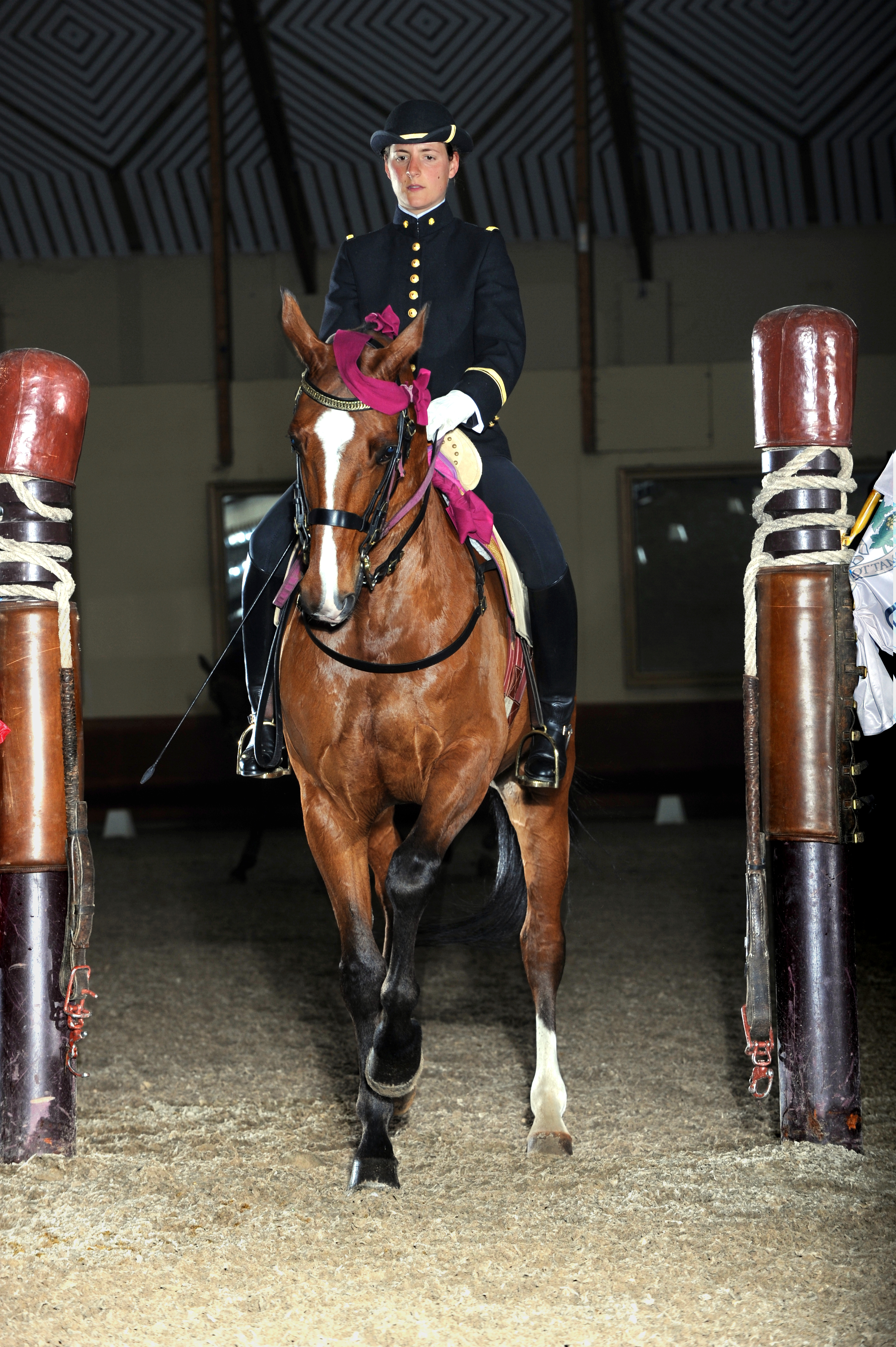
Reiterin des Cadre Noir

Die traditionelle französische Reitkunst (französisch Équitation de tradition française) ist eine jahrhundertealte Reittradition, die für ihre harmonische Beziehung zwischen Reiter und Pferd bekannt ist. Sie wurde 2011 von der UNESCO als immaterielles Kulturerbe der Menschheit anerkannt.

## Geschichte

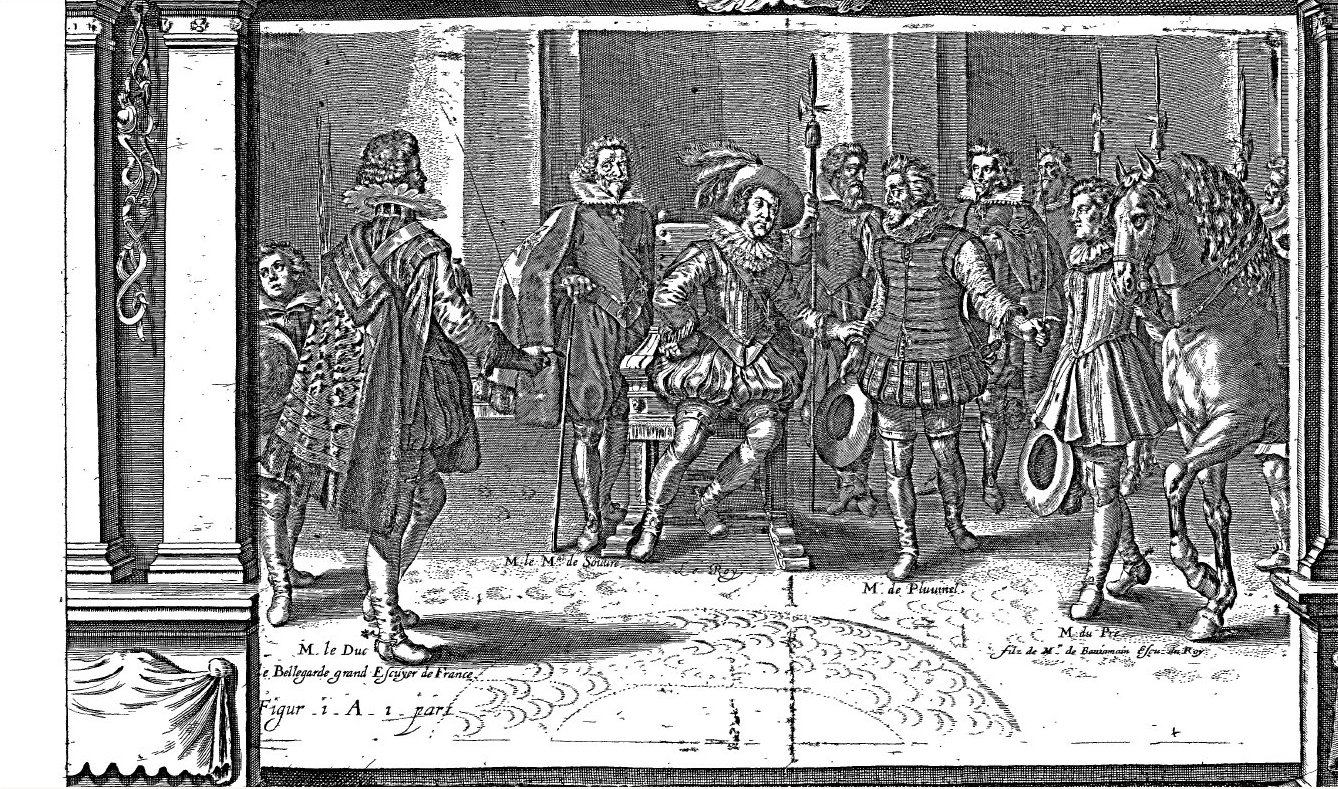
Antoine de Pluvinel bei einer Unterrichtsstunde mit Ludwig XIII.

Die Anfänge der französischen Reitkunst reichen bis ins 16. Jahrhundert zurück. Im Jahr 1515 entdeckte der siegreiche König Franz I. nach der Schlacht bei Marignano die verfeinerte italienische Reitkunst und brachte sie nach Frankreich.
Im Laufe der nächsten Jahrhunderte entwickelten sich vier Hauptströmungen in der französischen Reitkunst:
1. Die „alte Reitkunst“, die aus der italienischen Reitkunst des 16. Jahrhunderts hervorging und im 18. Jahrhundert in der Schule von Versailles ihren Höhepunkt erreichte,
2. die Schule von d’Auvergne oder erste militärische Reitkunst,
3. der Baucherismus, der in der zweiten Hälfte des 19. Jahrhunderts seinen Höhepunkt erreichte,
4. der Daurismus oder die zweite militärische Reitkunst als Ursprung der modernen sportlichen Reitkunst.

Die Gründung der Société Hippique Française im Jahr 1865 leitete die Ära des Reitsports ein. Der erste Reitwettbewerb fand im darauffolgenden Jahr in Paris statt.
Nach dem Ersten Weltkrieg wurde 1919 der Cadre Noir, die renommierte französische Reitschule, unter der Leitung von Kommandant Wattel neu aufgestellt und erhielt einen modernen, sportlichen Impuls. 1921 wurde die Fédération Nationale des Sports Équestres gegründet, die Vorläuferin des heutigen Französischen Reitsportverbands. Im Laufe des 20. Jahrhunderts erzielte der Cadre Noir bemerkenswerte Erfolge in den drei olympischen Reitsportdisziplinen Dressur, Springreiten und Military (später Vielseitigkeit).

## Prinzipien und Methoden

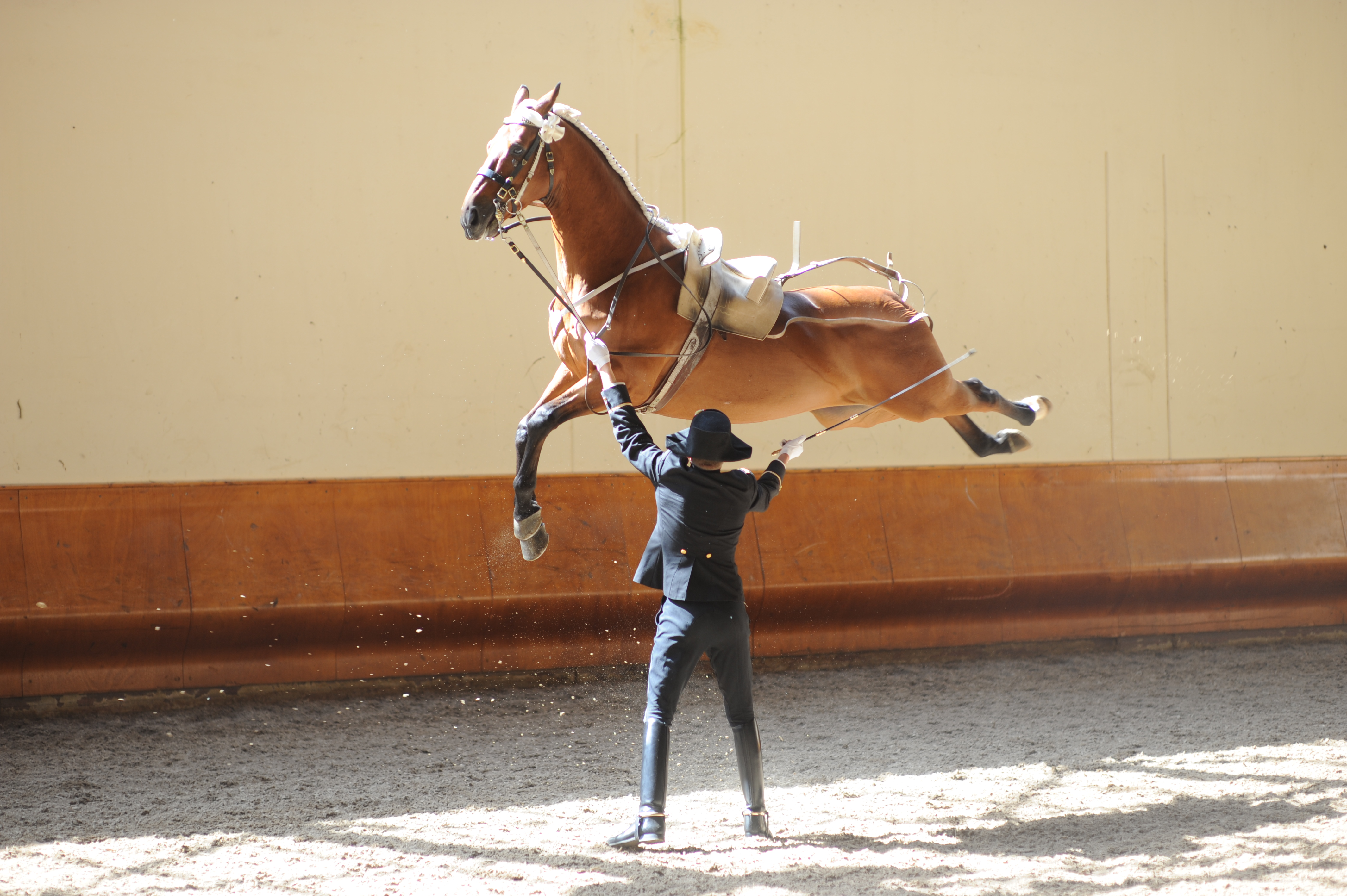
Cabriole à la main durch einen Reitmeister des Cadre Noir

Die französische Reitkunst beruht auf folgenden Grundsätzen:
1. Harmonie zwischen Reiter und Pferd
2. Respekt vor der Physiologie und Psychologie des Pferdes
3. Sanfte und präzise Hilfe
4. Förderung der natürlichen Bewegungen des Pferdes

Ein wesentliches Merkmal ist die Ablehnung von Zwang und Gewalt. Stattdessen wird großer Wert auf die Ausbildung des Reiters in Bezug auf Pferdekunde (Physiologie, Psychologie und Anatomie) sowie auf die Entwicklung eines respektvollen Umgangs mit dem Pferd gelegt.

## Bedeutende Institutionen und Personen

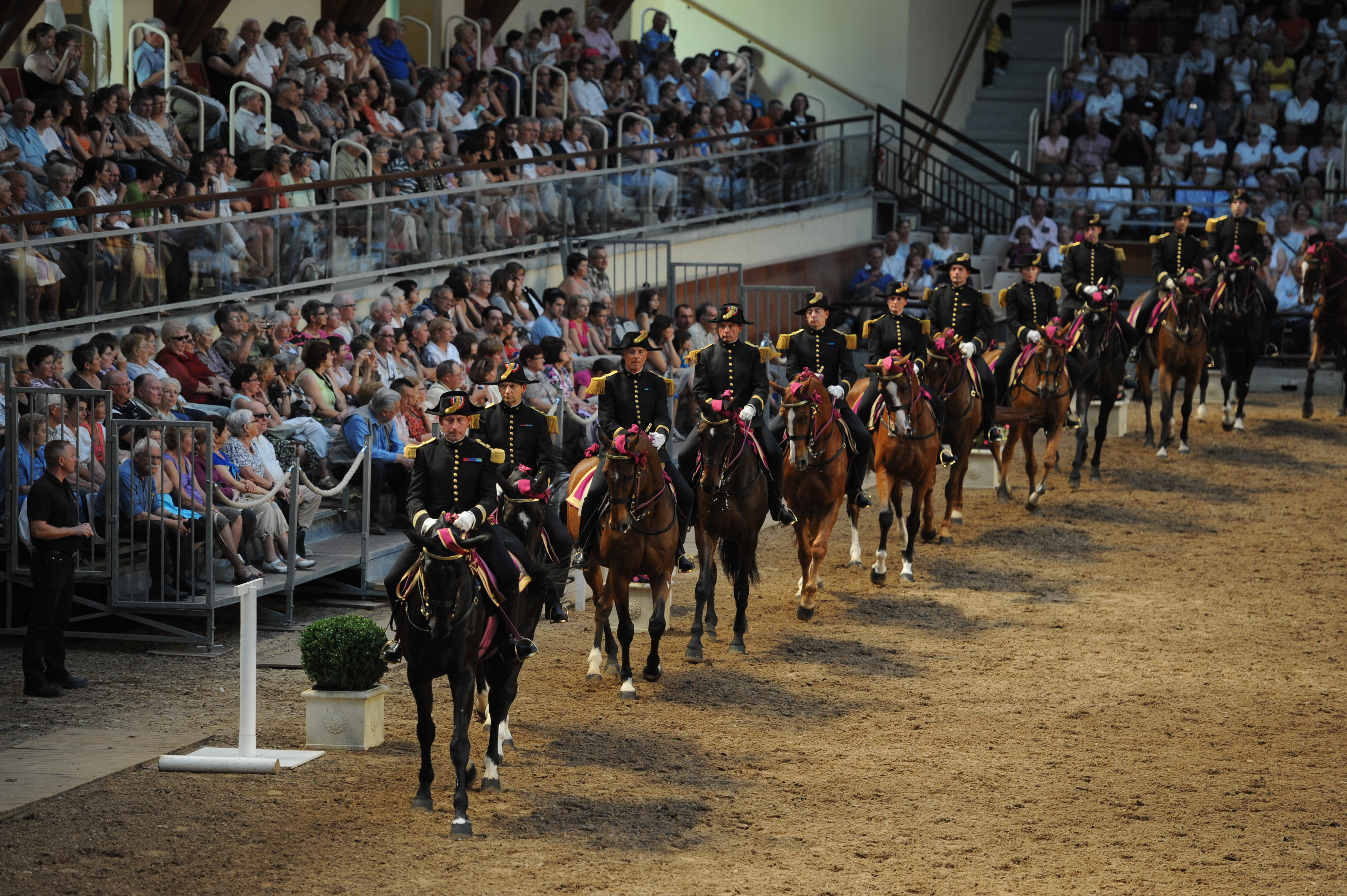
Vorführung des Cadre Noir: Reprise de manege

Der Cadre Noir de Saumur ist die bekannteste Institution der französischen Reitkunst. Er wurde 1814 gegründet und stellt heute das Lehrpersonal für die École Nationale d’Équitation (Nationale Reitschule). Die Bereiter des Cadre Noir, bekannt als Écuyers und Écuyères, sind weltweit für ihre Expertise und Vorführungen berühmt. Trotz des militärischen Ursprungs hatte sich der Cadre Noir de Saumur im Laufe der Zeit auch für Zivilisten geöffnet. Frauen sind allerdings noch in der Minderheit, im Jahr 2023 gab es unter den insgesamt 31 Reitmeistern nur vier Reitmeisterinnen.
Die École Nationale d’Équitation (ENE) wurde 1972 in Saumur gegründet. Sie ist die zentrale Ausbildungsstätte für hochqualifizierte Reitlehrer und Trainer in Frankreich. Die ENE bietet verschiedene Fortbildungsprogramme an und empfängt jährlich etwa 1500 Teilnehmer aus Frankreich und dem Ausland.
Zu den bedeutendsten Reitern und Ausbildern der traditionellen französische Reitkunst zählen Antoine de Pluvinel, Salomon de la Broue, François Robichon de la Guérinière, François Baucher, General Decarpentry und Alexis L’Hotte.

## Bedeutung und Anerkennung

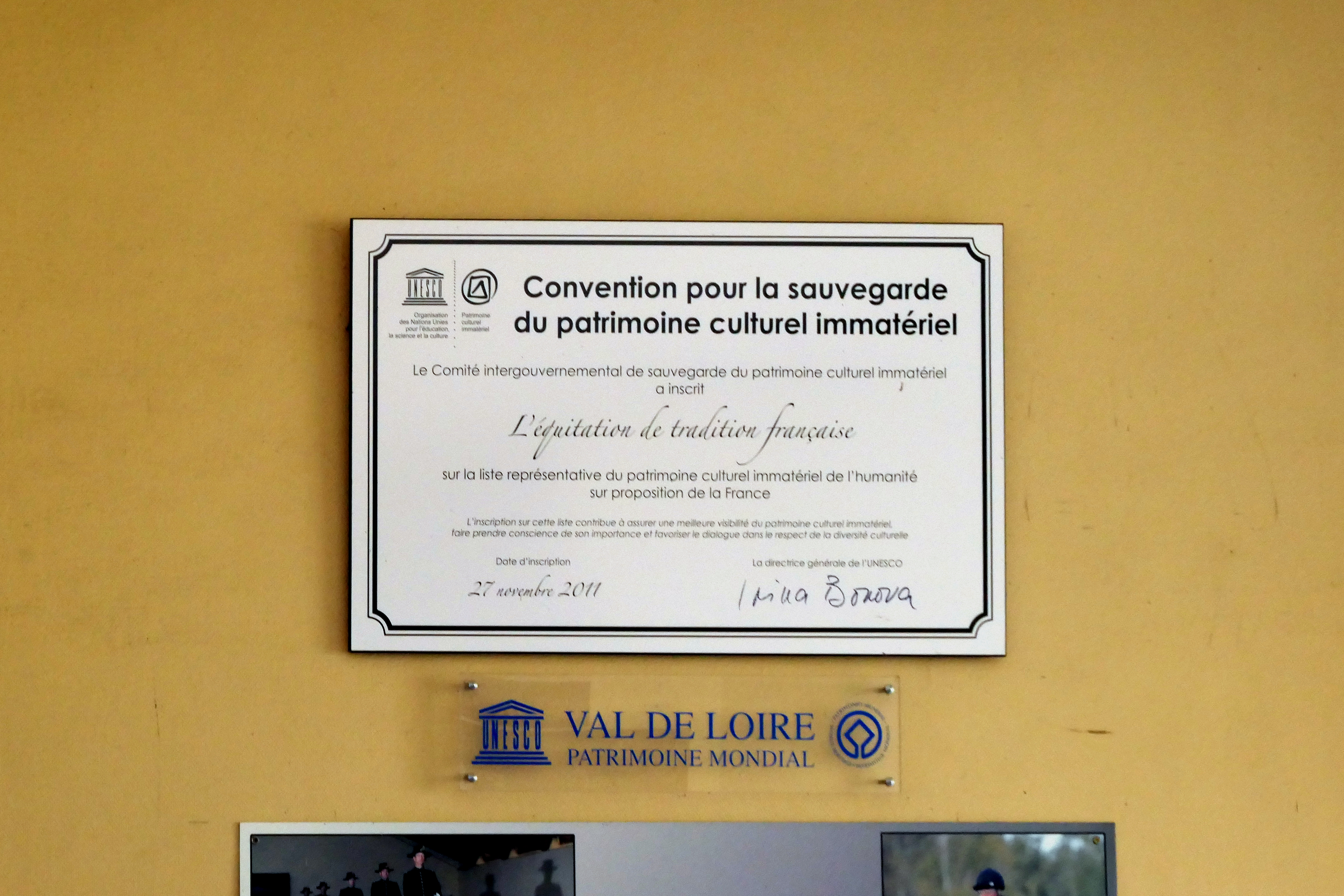
UNESCO-Diplom in der großen Reithalle der École nationale d’équitation

Die traditionelle französische Reitkunst hat nicht nur in Frankreich, sondern weltweit einen bedeutenden Einfluss auf die Entwicklung des Reitsports und der Pferdeausbildung. Ihre Prinzipien der Harmonie, des Respekts und der Leichtigkeit finden in vielen modernen Reitphilosophien Anwendung.
2011 wurde die französische Reitkunst in die UNESCO-Liste des immateriellen Kulturerbes aufgenommen.